# Courquetaine
 Courquetaine  es una población y comuna francesa, en la región de Isla de Francia, departamento de Sena y Marne, en el distrito de Melun y cantón de Tournan-en-Brie.

## Demografía
| 143 | 146 | 126 | 169 | 180 | 173 |
| Para los censos de 1962 a 1999 la población legal corresponde a la población sin duplicidades (Fuente: INSEE [Consultar]) |     |     |     |     |     |